# Jeanne Panne (persoon)

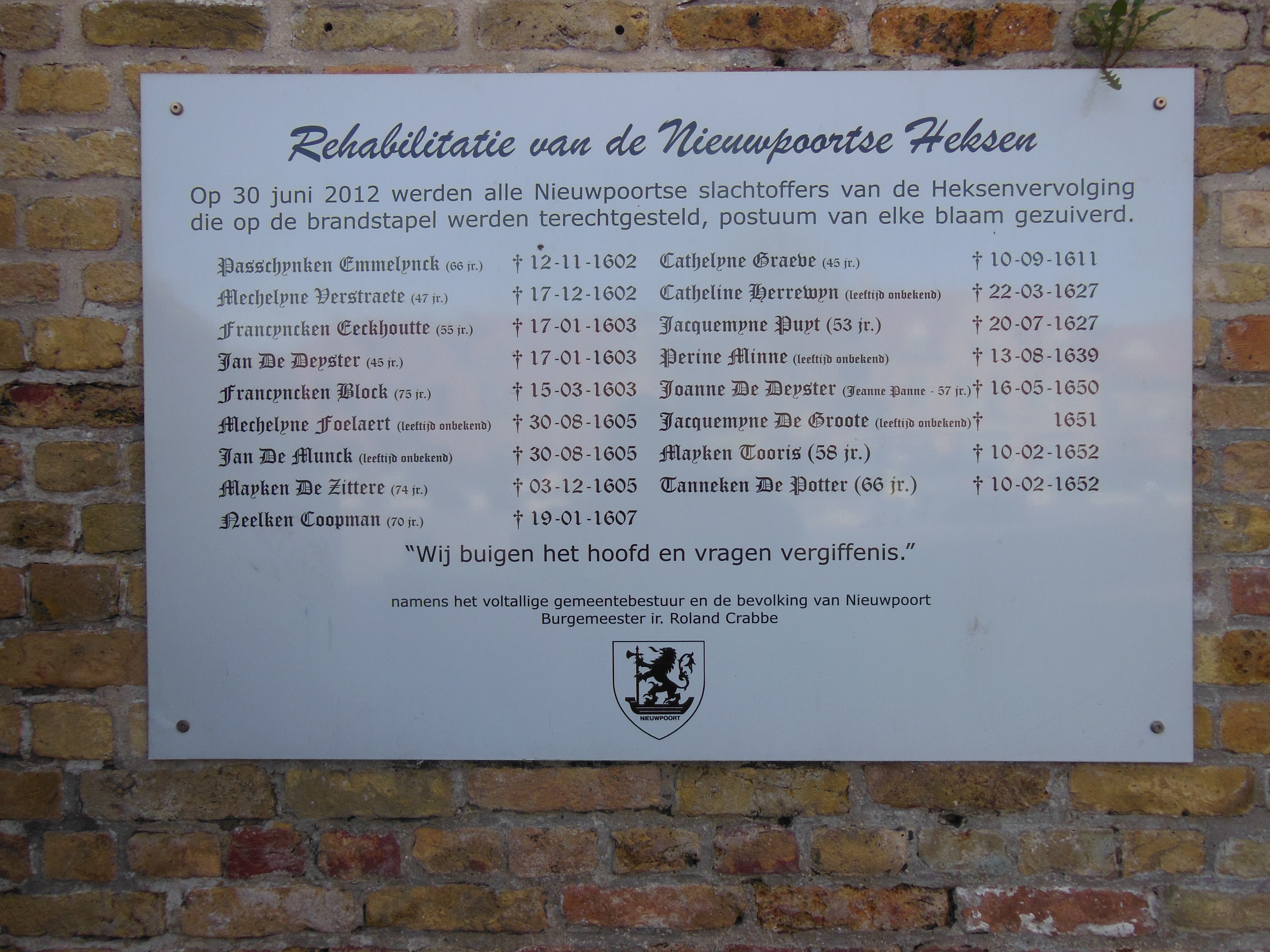
Naamlijst van de Nieuwpoortse tot de brandstapel veroordeelde heksen van 1602 tot 1652, in 2012 officieel gerehabiliteerd.

Jeanne Panne, geboren als Janneke de Deyster, (Nieuwpoort, 1593 – Nieuwpoort, 16 mei 1650) was een slachtoffer van de heksenvervolging in Europa.

## Ongelukkig leven
Jeanne kende veel tegenslag in haar leven. Als dochter van Jan de Deyster en Cathelijne Goossen werd ze getekend door de kwalijke reputatie van haar vader, van wie gezegd werd dat hij een tovenaar was, en die in 1603 als heks werd verbrand. Hij zou meerdere malen in een dronken bui hebben verteld over zijn duistere relatie met de duivel.
In 1617 trouwde Jeanne met Jan Panne, een bakker met wie ze elf kinderen kreeg. Tien van haar kinderen stierven een vroege dood: in 1650, het jaar van haar terechtstelling, was alleen Joorkin nog in leven. Ook haar man was toen al gestorven.
Na de dood van Jan Panne, kreeg Jeanne een nieuwe verloofde. Een paar dagen voor de trouw weigerde ze echter om die te laten doorgaan. Dit door een visioen dat ze had gekregen waarna ze er hemels in geloofde dat de geest van Jan Panne, haar stem zou afnemen als Jeanne zou trouwen met deze man. Waarschijnlijk zou dit "visioen" veroorzaakt zijn geweest door een epileptische aanval.
Jeanne Panne was een lelijk vrouwtje. Ze had geboortevlekken in haar gezicht en op haar dij. De geruchtenstroom groeide dat ze een heks was. Nieuwpoortenaren geloofden dat zij over bovennatuurlijke krachten beschikte. Zij kon geheime bewaarplaatsen van geld aanwijzen en zij voorspelde met succes welke boog er tijdens de gaaischieting zou breken of welk huwelijk niet zou standhouden. Ook haar epilepsie verbeterde haar imago niet. Jeanne werd op 10 mei 1650 aangehouden, beschuldigd van hekserij. Ze zou twee mensen laten sterven hebben, Ryckewaert Schroo wie de knecht was van Jeanne en de dochter van Jan Jacobs.

## Bekentenissen
Tijdens het proces verklaarden verschillende getuigen dat Jeanne Panne hen seksuele problemen had bezorgd. Guillaume Lootvoet vertelde dat zij langs zijn broek gestreken had tot aan zijn mannelijkheid en dat hij daarna zes weken impotent was. Jeanneke Vanderzype kwam getuigen dat haar tweede man in het begin van hun huwelijk door Jeanne Panne 'getoucheerd' was: tien weken was hij zijn mannelijke kracht kwijt.
Een 'exploicteur criminele' van Brugge onderzocht Jeanne Panne en ontdekte een vlek die ongevoelig bleek te zijn voor speldenprikken. Hij besloot dat de vlek een duivelsmerk was, een bewijs dat Jeanne een verbond met de duivel had. Op 12 mei werd ze naar de folterkamer gebracht en bekende tijdens de pijniging, die tot 13 mei duurde, dat ze de duivel ontmoette, dat hij 'dickmaels hare bostgins had ghetast', dat hij haar vleselijk had bekend. 'Hij stonk van vermuftsheyt en zijn litmaeten ende sijne nature waren so coudt als ijs'.
Op 14 mei bevestigde Jeanne Panne 'libre ende buuten torture' haar bekentenissen. Diezelfde dag nog werd ze veroordeeld tot de brandstapel. Twee dagen later werd het vonnis uitgevoerd.

## Eerherstel
Op 30 juni 2012 werd Jeanne Panne, net als de andere Nieuwpoortse slachtoffers van de Heksenvervolging, postuum van elke blaam gezuiverd met een herdenkingsplaque. Van haar werd ook een sculptuur geplaatst. 

## In populaire cultuur

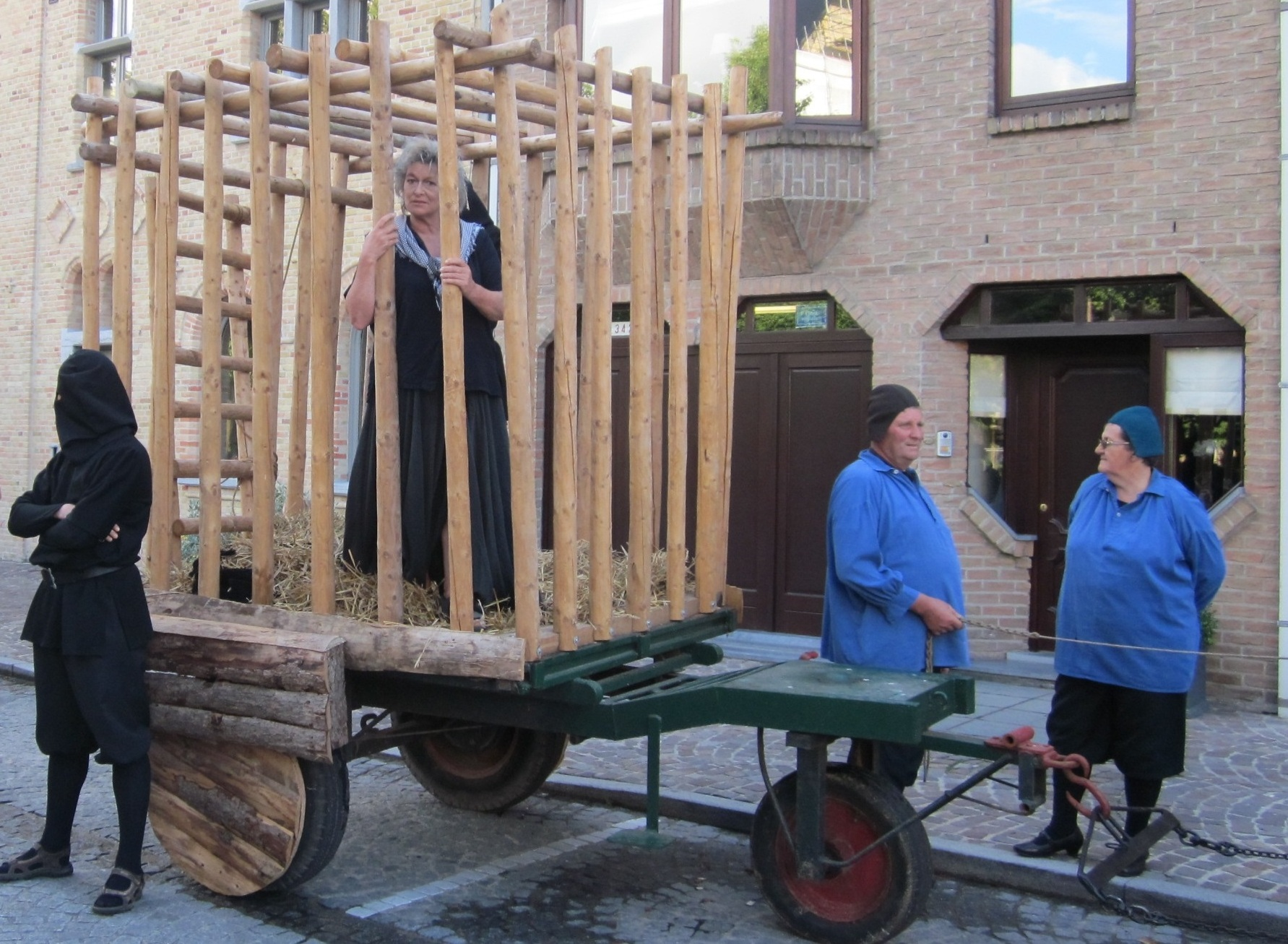
Heksenfeesten Nieuwpoort: Jeanne Panne

- Het verhaal van Jeanne Panne vormt de basis voor het Suske en Wiske-album Jeanne Panne. In dit avontuur wordt ze echter als een echte heks voorgesteld en vermeldt men dat ze in 1600 tot de brandstapel werd veroordeeld in plaats van 1650.
- Elke drie jaar worden in het kuststadje Nieuwpoort heksenfeesten georganiseerd. Het leven van Jeanne Panne wordt nagespeeld in verschillende taferelen, aan het einde van de avond wordt de heks verbrand.